# Sheepstor
Sheepstor – wieś w Anglii, w hrabstwie Devon, w dystrykcie West Devon. Leży 44 km na południowy zachód od miasta Exeter i 296 km na zachód od Londynu. W 2001 miejscowość liczyła 53 mieszkańców.